# Caradrina eva
Caradrina eva är en fjärilsart som beskrevs av Charles Boursin 1963. Caradrina eva ingår i släktet Caradrina och familjen nattflyn. Inga underarter finns listade i Catalogue of Life.